# Villegats (Eure)
Villegats település Franciaországban, Eure megyében. Lakosainak száma 353 fő (2022. január 1.). Villegats Chaufour-lès-Bonnières és Cravent községekkel határos.

## Népesség
A település népessége az elmúlt években az alábbi módon változott:
| Lakosok száma | 151  | 135  | 261  | 331  | 343  | 354  | 350  | 348  | 350  | 353  |
|               | 1968 | 1982 | 1990 | 2006 | 2013 | 2015 | 2017 | 2019 | 2020 | 2022 |